# 송계로
송계로(Songgye-ro)는 경상남도 거창군 마리면 장풍삼거리에서 거창군 고제면 신기교차로를 잇는 도로이다.

## 주요 경유지
경상남도
- 거창군 (마리면 . 위천면 . 북상면 . 고제면)

## 노선
| 이름        | 접속 노선              | 소재지 | 소재지 | 비고 |
| ----------- | ---------------------- | ------ | ------ | ---- |
| 장풍사거리  | 국도 제37호선 (빼재로) | 거창군 | 마리면 |      |
| (이름없음)  | 원학길                 | 거창군 | 위천면 |      |
| 위천2교     |                        | 거창군 | 위천면 |      |
| (이름없음)  | 원학길                 | 거창군 | 위천면 |      |
| 황산교      |                        | 거창군 | 위천면 |      |
| (이름없음)  | 덕유월성로             | 거창군 | 북상면 |      |
| 개삼삼거리  | 송계사길               | 거창군 | 북상면 |      |
| 소정교      |                        | 거창군 | 북상면 |      |
| 윗척목재    |                        | 거창군 | 북상면 |      |
|             | 고제면                 | 거창군 |        |      |
| 신기 교차로 | 국도 제37호선 (빼재로) | 거창군 |        |      |

## 주요 시설및 건물
- 이마트24 거창수승대점 (송계로 358/장기리 399-2)
- 북상면 사무소 (송계로 710/갈계리 1391-3)
- 농협 수승대농협 하나로마트 북상점 (송계로 717/갈계리 1432-2)
- 농협 수승대농협 북상지점 (송계로 717/갈계리 1432-2)
- 북상초등학교 (송계로 731-18/갈계리 1439-1)